# West Baines River
West Baines River är ett vattendrag i Australien. Det ligger i territoriet Northern Territory, omkring 360 kilometer söder om territoriets huvudstad Darwin.
Omgivningarna runt West Baines River är huvudsakligen savann. Trakten runt West Baines River är nära nog obefolkad, med mindre än två invånare per kvadratkilometer. Genomsnittlig årsnederbörd är 1 245 millimeter. Den regnigaste månaden är februari, med i genomsnitt 325 mm nederbörd, och den torraste är juni, med 1 mm nederbörd.